# Вахитовский район
Вахитовский район (тат. Вахитов районы) — один из семи районов в городе Казань.
Самый небольшой по территории и численности населения район, занимает центральную часть города Казань и граничит почти со всеми другими районами Казани — Кировским, Московским, Ново-Савиновским, Советским, Приволжским. Западной и северной границей района являются воды Куйбышевского водохранилища реки Волга и реки Казанка. Связь Вахитовского района с Кировским проходит по Адмиралтейской дамбе, с Московским — по Кремлёвской дамбе, с Ново-Савиновским — по мосту Миллениум. В районе имеются внутренние водоемы: озеро Нижний Кабан и протока Булак.

## Общие сведения
На территории Вахитовского района находится исторический центр города с важнейшими городскими достопримечательностями: Казанский кремль, главные и центральные площади Тысячелетия, Свободы, 1 Мая, Тукая и Султан-Галиева, главная улица Кремлёвская, пешеходные улицы Баумана и Петербургская (c Аллеей Славы), Казанский посад и Старо-Татарская слобода, старейший в Казани гражданский объект — дом Михляева, Петропавловский собор, железнодорожный, речной и автобусный вокзалы, центральные станции первой линии метро, почти все вузы, музеи и театры, наиболее значимые памятники и фонтаны, парки и прочие объекты культуры, социальной сферы, инфраструктуры общегородского значения, а также некоторое количество промышленных и прочих предприятий («Мелита», «Точмаш», «Электроприбор», «Спартак», «Адонис», хлебозаводы, технопарк «Идея», Технопарк в сфере высоких технологий «ИТ-парк»).В 2014 г. закончена глобальная реконструкция Старотатарской слободы. Заново восстановлен целый ансамбль деревянных и каменных зданий. Создан новый туристический центр. Здесь проводятся экскурсии по истории данного исторического места. Тротуары целой улицы вымощены брусчаткой, а сама дорога стала бетонной. Создан маленький исторический парк около дома номер 7 по улице Татарстан. Его дорожки также вымощены брусчаткой. Участникам экскурсий показывают старинные мечети и дома знатных людей прошлого. Многие здания района созданы по проектам видных архитекторов: К. С. Олешкевича, В. И. Кафтырева, А. К. Шмидта, П. Г. Пятницкого, М. П. Коринфского, К. А. Тона, К. Л. Мюфке, Ф. И. Петонди. В районе расположены основные органы власти города и республики.
Помимо Казанского посада в центре и Старо-Татарской слободы на юге района, в его состав входят также Суконная слобода на юге, Ново-Татарская слобода на юго-западе, посёлки Аметьево и Калуга на юго-востоке. В районе на реконструируемой территории у Суконной слободы планируется сооружение делового квартала Метрополис.

## История
Занимавший ядро исторического центра и западную часть территории нынешнего Вахитовского района, Бауманский район был образован в 1918 г. В восточной части территории нынешнего Вахитовского района 1 апреля 1942 года из западной части Молотовского и восточной части Бауманского районов был образован Свердловский район. В 1956 г. Свердловский район был упразднён с возвратом западной и восточной частей территории соответственно в Бауманский и Советский районы; также в состав Бауманского района вошла территория упразднённого Дзержинского района.
В апреле 1973 был образован Вахитовский район, названный в честь главного татарского революционера Мулланура Вахитова. В его состав вошла западная часть Советского района (центр города, посёлки Калуга и Клыковка), часть Приволжского района (Аметьево), юго-восточная и крайняя северо-восточная части Бауманского района.
В 1994 году к Вахитовскому району был присоединён Бауманский, а также небольшая часть Приволжского района, ограниченная улицами Татарстан, Нариманова, Ахтямова и озером Кабан; в то же время, вся территория между улицами Ершова, Гвардейская, участком южного внутригородского железнодорожного хода, отошла к Советскому району. В 1998 году территория района вновь увеличена за счёт Приволжского района (участок между улицами Ахтямова, Тукая, площадью Вахитова и озером Кабан).
В середине 1990-х — начале 2000-х гг. существовали имевшие отдельные администрации особые префектуры Казанский посад (центральная часть ядра исторического центра вдоль оси улицы Баумана между улицей Профсоюзная и протокой Булак, внутри территории Вахитовского района) и Старо-Татарская слобода (центральная и южная части исторической Старо-Татарской слободы, северный аппендикс территории Приволжского района), которые позже при муниципальной реформе стали одними из других учётных жилых комплексов под управлением администрации Вахитовского района.
С конца 2010 г. администрации Вахитовского и Приволжского районов объединены (на базе администрации Приволжского района).

## Население
| 2002    | 2003    | 2004    | 2005    | 2006    | 2007    | 2009    |
| ------- | ------- | ------- | ------- | ------- | ------- | ------- |
| 93 083  | ↘84 200 | ↗87 400 | ↘82 975 | ↗83 037 | ↗83 342 | ↘83 034 |
| 2010    | 2012    | 2013    | 2014    | 2015    | 2016    | 2017    |
| ↗86 202 | ↘85 662 | ↘85 451 | ↗86 753 | ↗87 183 | ↘86 638 | ↗88 293 |
| 2018    | 2019    | 2020    | 2021    | 2023    |         |         |
| ↘87 059 | ↘85 983 | ↘85 112 | ↘85 005 | ↗85 203 |         |         |

## Панорамы

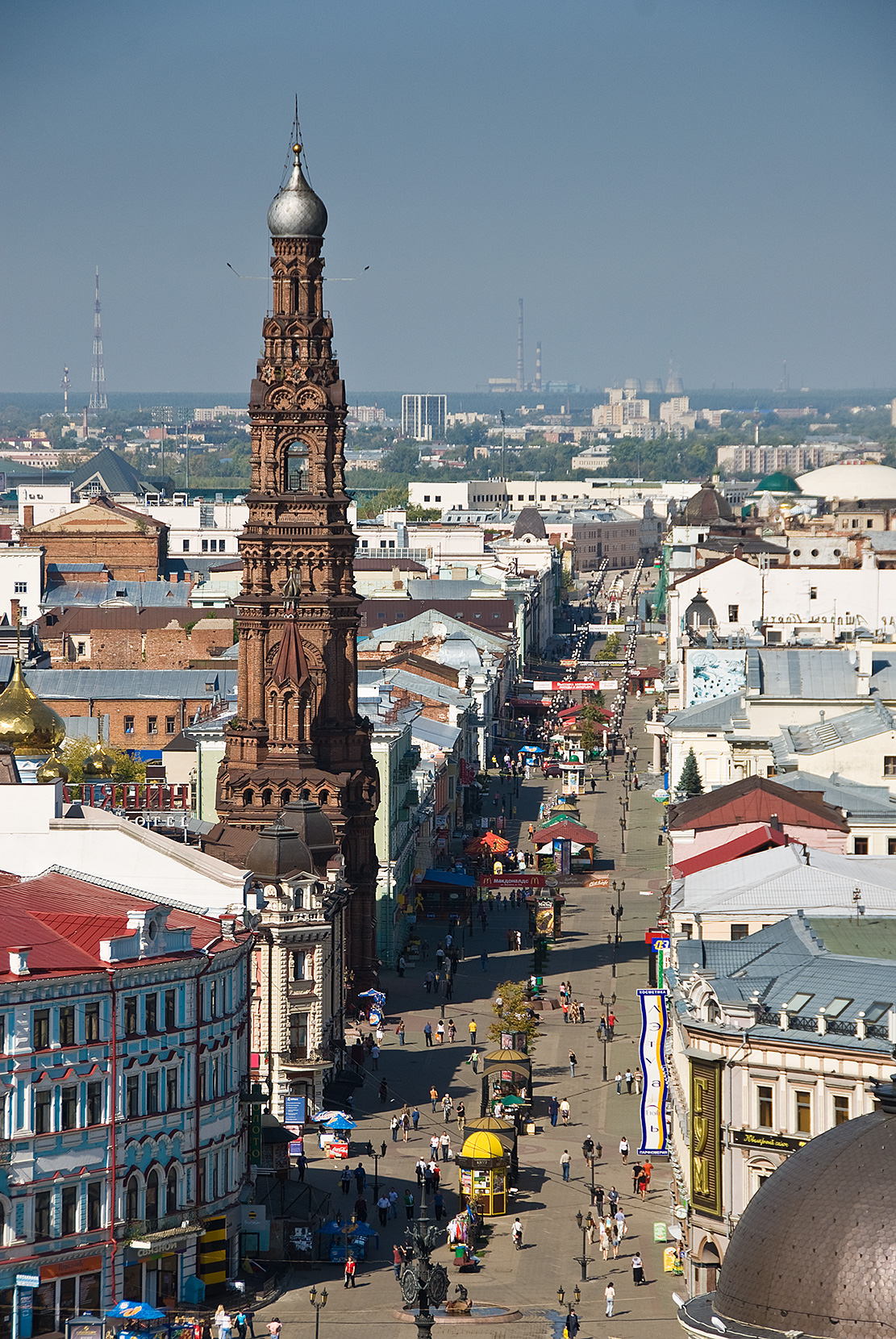
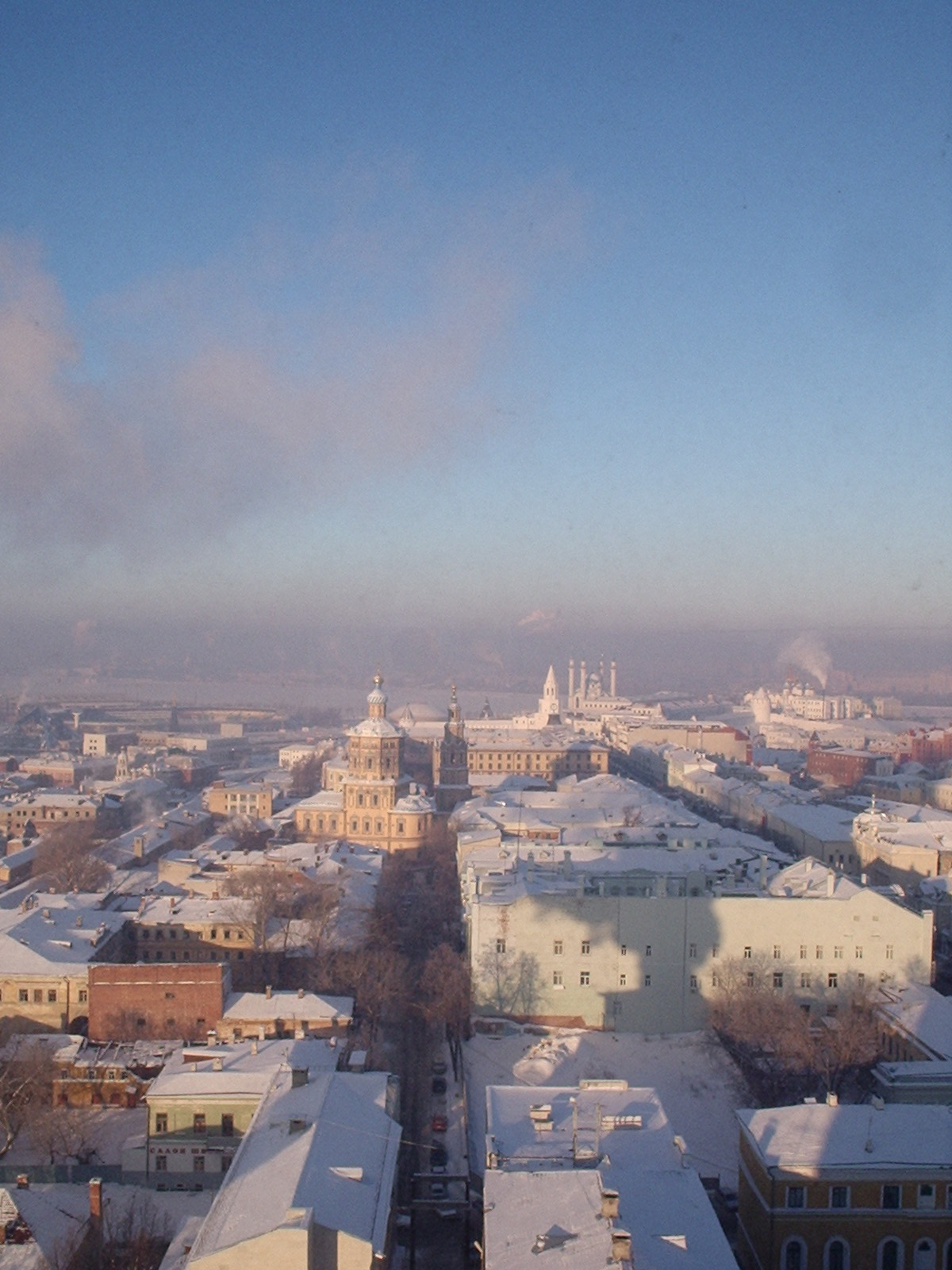
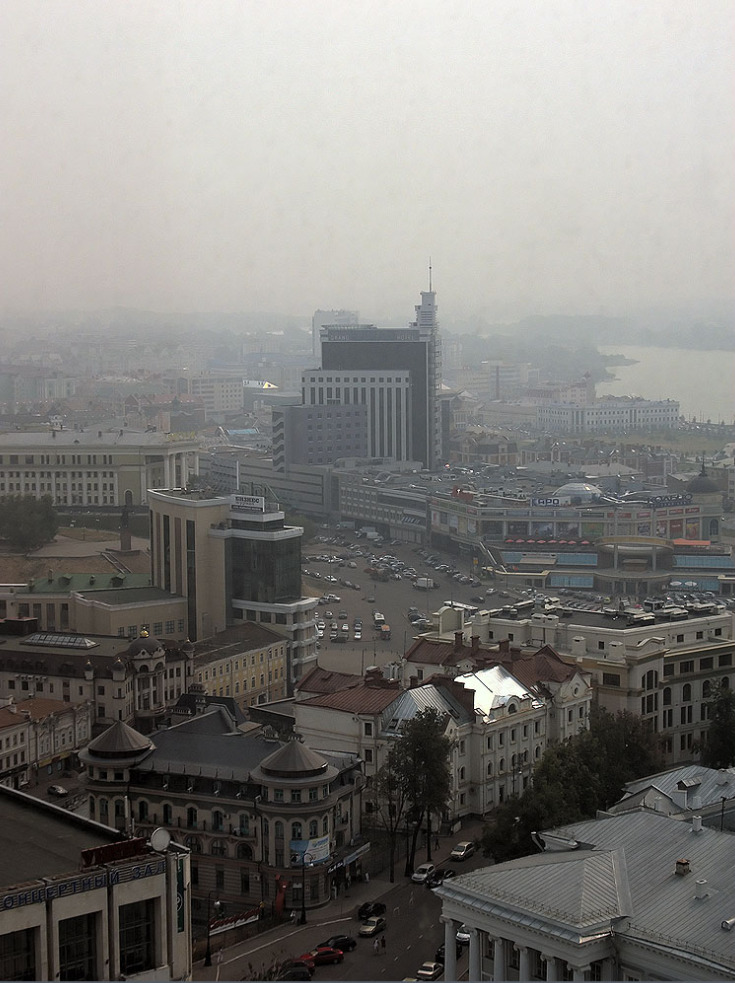
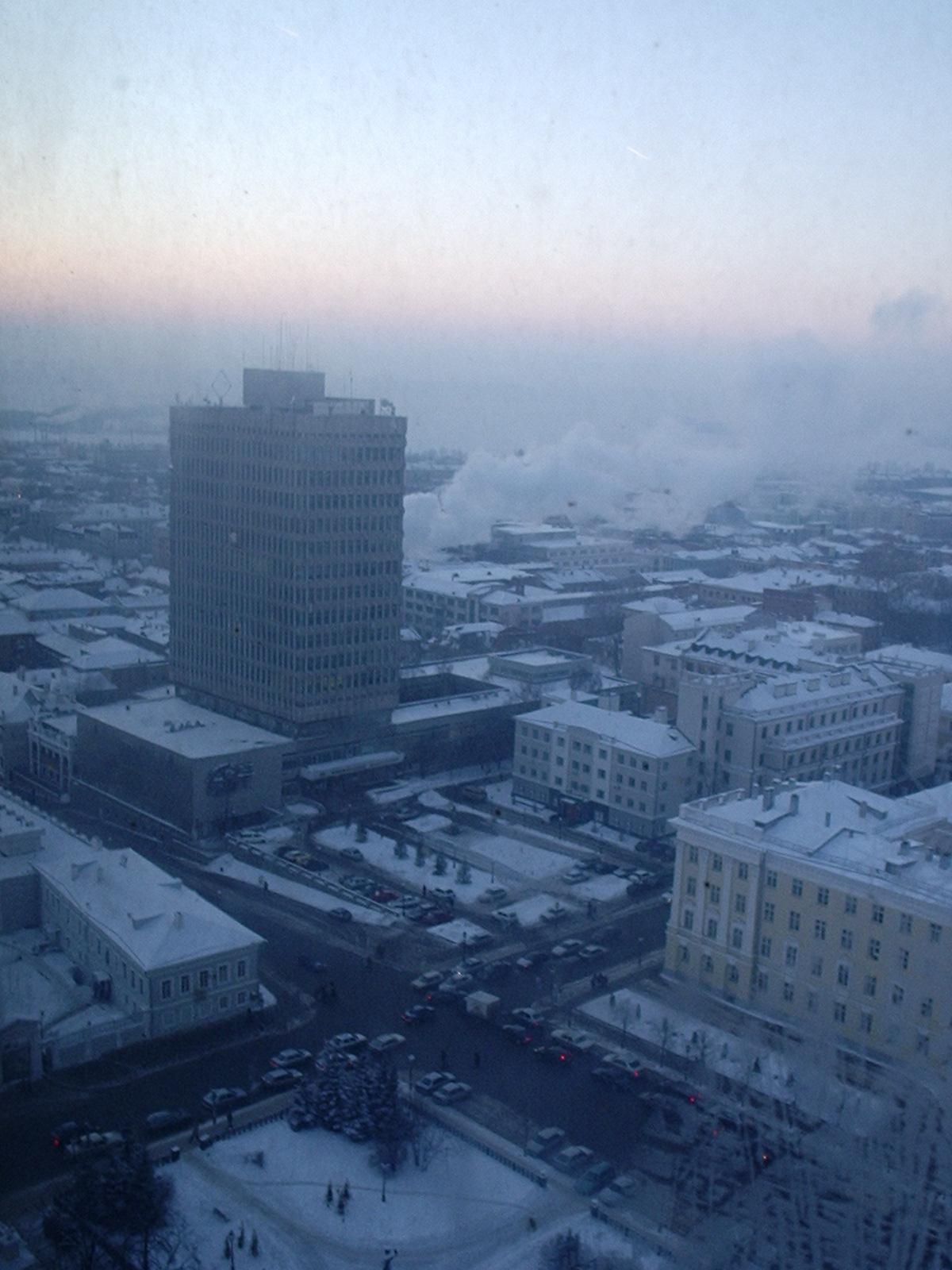
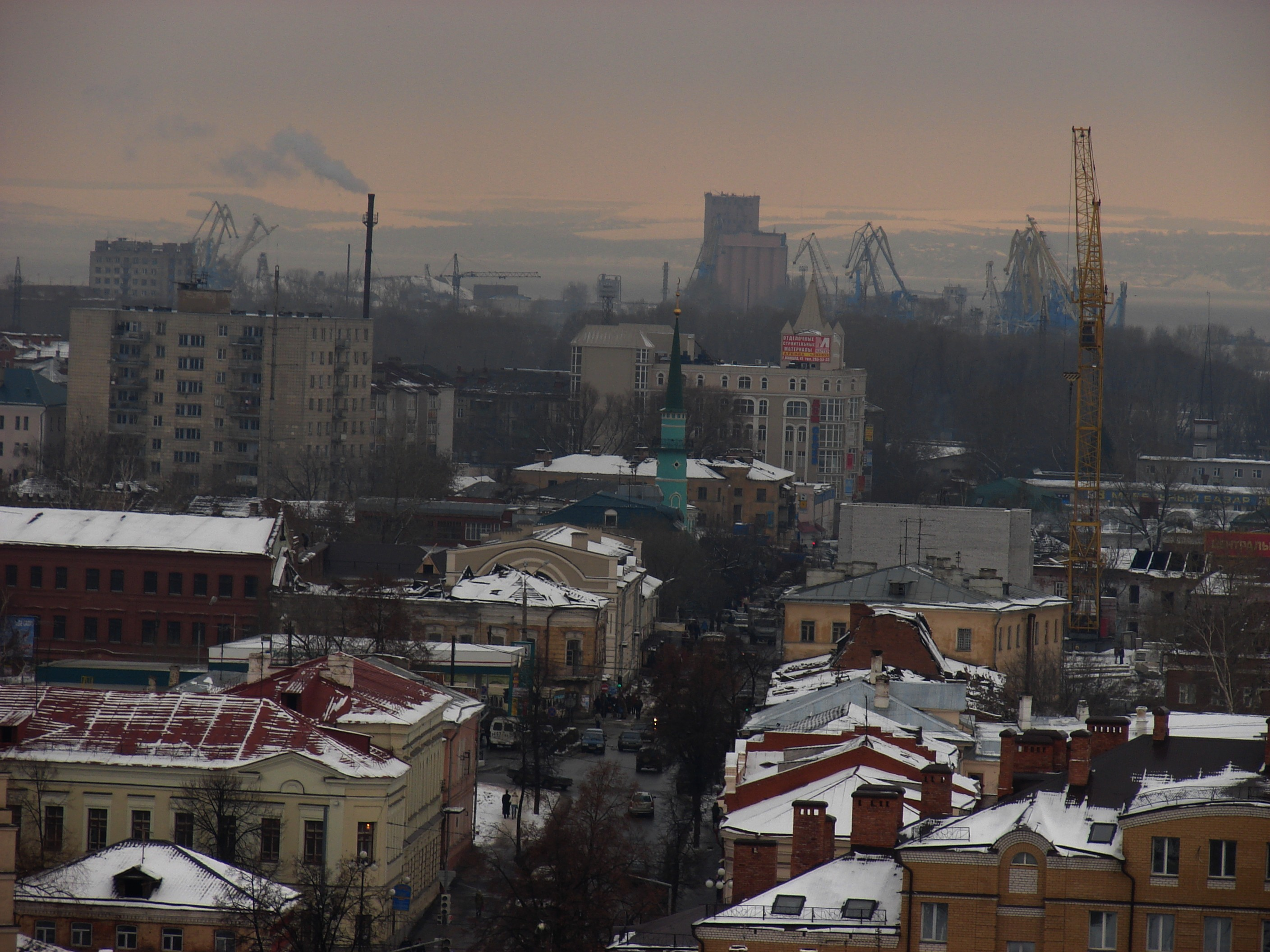
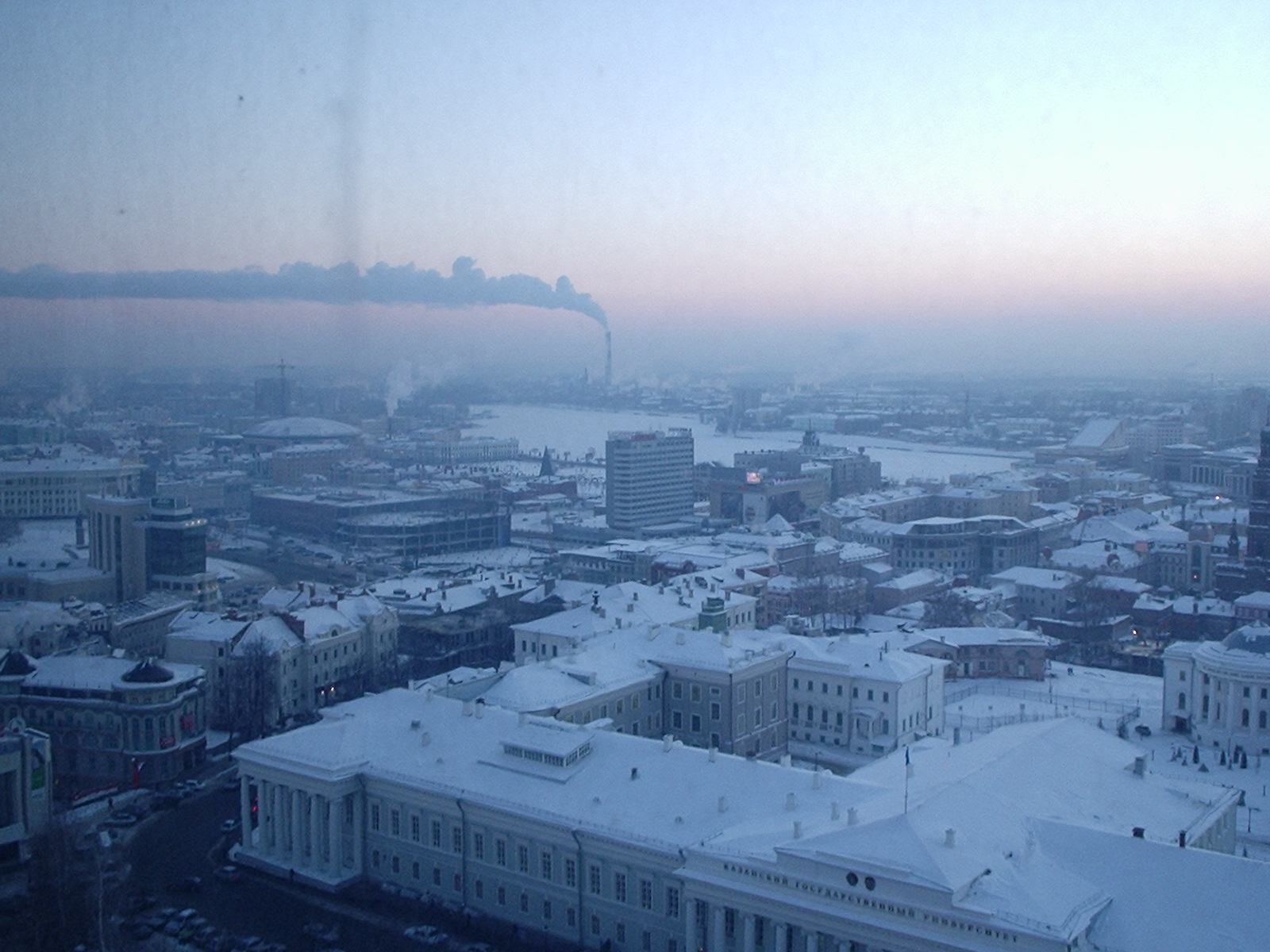
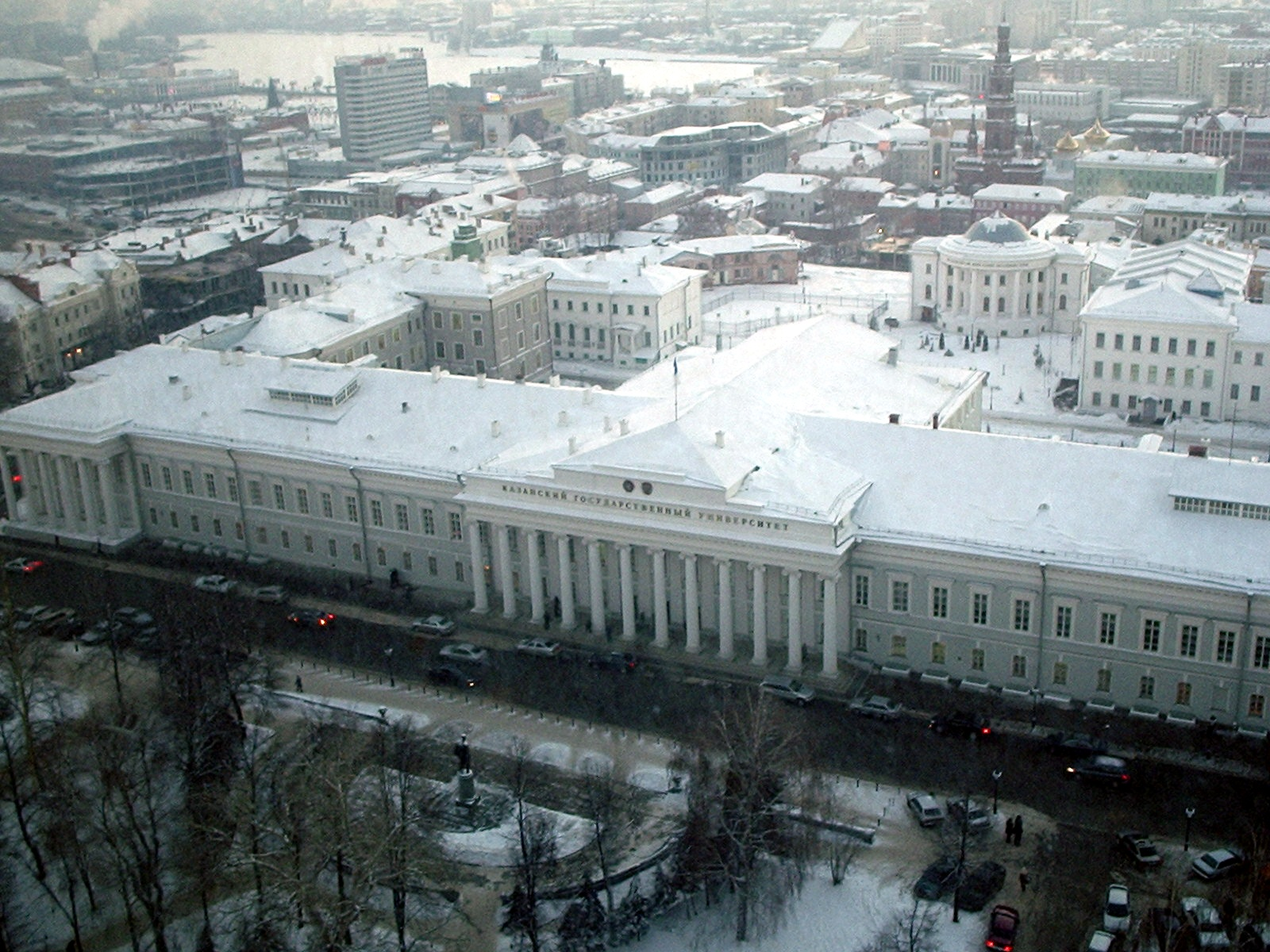

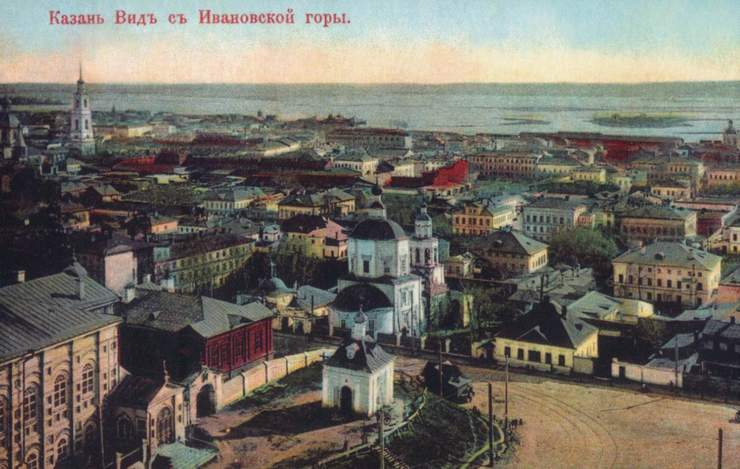
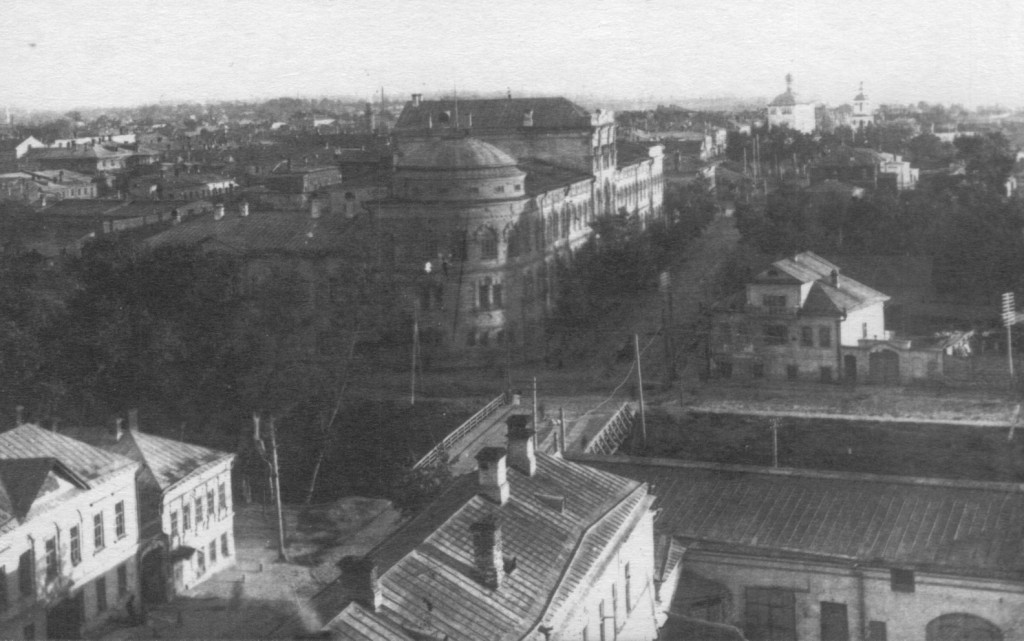

современные
начала XX века